# Scylaticus degener
Scylaticus degener är en tvåvingeart som beskrevs av Ignaz Rudolph Schiner 1868. Scylaticus degener ingår i släktet Scylaticus och familjen rovflugor. Inga underarter finns listade i Catalogue of Life.